# Lubiesz (Wałcz)
Pour l’article homonyme, voir Lubiesz (Szczecinek).
Lubiesz est un village de Pologne, situé dans la gmina de Tuczno, dans le powiat de Wałcz, dans la voïvodie de Poméranie occidentale.

## Histoire
De 1815 à 1945, Lubsdorf fait partie de l'arrondissement de Deutsch Krone dans le district de Marienwerder, au sein de la province de Prusse-Occidentale.